# Blanc Double de Coubert
'Blanc Double de Coubert' est un cultivar de rosier hybride de Rosa rugosa. C'est une obtention de 1893 de Charles-Pierre-Marie Cochet-Cochet, à Coubert (France). Il est toujours commercialisé sous diverses latitudes grâce à sa bonne rusticité.

## Description
'Blanc Double de Coubert' forme un buisson pouvant atteindre 1,80 m de hauteur. Ses fleurs semi-doubles de couleur blanche fleurissent abondamment de juin à octobre et sont parfumées. Elles laissent la place à l'automne à de gros fruits ronds rouge-orangé très décoratifs. Son feuillage vert sombre ne craint pas les maladies. Il préfère une exposition au soleil.

## Descendance
'Blanc Double de Coubert' a donné naissance à 'Souvenir de Philémon Cochet', très double.